# Hugues de Varine
Hugues de Varine (Metz, 3 de novembro de 1935) é um administrador e consultor francês, e foi diretor do Conselho Internacional dos Museus (ICOM), de 1965 a 1974.
Viveu e trabalhou vários anos em Portugal, ligado à ação cultural da Embaixada francesa. Atualmente dirige uma associação de desenvolvimento local e é consultor internacional nesta mesma área, tendo efetuado frequentes missões sobre o assunto da nova museologia e o ecomuseu.
No ICOM, Hugues de Varine substituiu o também francês Georges Henri Rivière no cargo de diretor, em 1965. Já em 1974, foi substituído no cargo de secretário-geral pelo espanhol Luis Monreal.